# ويلا بياتريس
ويلا بياتريس براون (بالإنجليزية: Willa Brown)‏ (22 كانون الثاني/يناير 1906 - 18 تموز/يوليو 1992) كانت ملّاحة ومعلمة أمريكية.
ولدت ويلا بياتريس في غلاسكو (كنتاكي) وتخرجت من كلية المعلمين في ولاية انديانا عام 1927 بشهادة بكالوريوس في التعليم. حازت على الماجستير في إدارة الأعمال من جامعة نورث وسترن (إلينوي) في عام 1937.

## عملها في مجال التعليم
بعد ان عملت في السلك التربوية والتعليمي كمعلمة في مدرسة غاري (ولاية إنديانا), ثم كعاملة اجتماعية في شيكاغو، ويلا براون شعرت بان مواهبها لم يتم استغلالها بالطريقة المناسبة بعد، وكانت تبحث عن تحديات كبيرة ومغامرات في حياتها، بالأخص تلك التي يمكن ايجادها خارج نطاق المجالات الوظيفية المحدودة التي عادة تكون مفتوحة للامريكيين الافارقة.

## عملها في مجال الطيران
قررت ويلا ان تتعلم الطيران، درست مع كورناليوس كوفي، مدرب طيران معتمد وخبير طيران ميكانيكي في إحدى مطارات شيكاغو المفصولة عنصرياً. في عام 1928 أصبحت أول امرأة أمريكية أفريقية حائزة على إجازة طيار خاصة في الولايات المتحدة. (بينما اضطرت زميلتها من شيكاغو الطيارة بيسي كوليمان إلى فرنسا لتحصل على إجازتها في عام 1921). لاحقاً براون وكوفي تزوجا وانشأوا معاً مدرسة كوفي للملاحة الجوية في مطار هارلم في شيكاغو، حيث قاموا بتدريب طيارين وخبراء طيران ميكانيكيين امريكان من أصول أفريقية (داكني البشرة).